# Comuna Hordiivka, Trosteaneț
Hordiivka (în ucraineană Гордіївка) este o comună în raionul Trosteaneț, regiunea Vinnița, Ucraina, formată din satele Hordiivka (reședința), Mîtkivka și Velîka Stratiivka.

## Demografie
Componența lingvistică a satului Hordiivka
     Ucraineană (98,53%)
     Rusă (1,29%)
     Alte limbi (0,13%)
Conform recensământului din 2001, majoritatea populației satului Hordiivka era vorbitoare de ucraineană (98,53%), existând în minoritate și vorbitori de rusă (1,29%).